# Bertram Goode
Bertram John Goode (11 tháng 8 năm 1886 - 30 tháng 4 năm 1955) là một cầu thủ bóng đá người Anh thi đấu ở vị trí inside right.
Goode sinh ra ở Chester, Anh. 

## Sự nghiệp
Trong sự nghiệp, Goode thi đấu cho Hoole, Saltney, Chester, Liverpool (từ 7 tháng 7 năm 1908), và Wrexham (từ 22 tháng 6 năm 1910), trước khi chuyển đến Aston Villa với mức giá £250 vào tháng 4 năm 1911. Ông chuyên đến Hull City với mức giá £300 ngày 2 tháng 5 năm 1912 và cũng thi đấu cho Chester, Wrexham và, ở vị trí wartime guest, Millwall và Southampton.
Ông mất ở Wrexham, Anh.